# Live!! +one
Live!! + one è il secondo EP del gruppo musicale britannico Iron Maiden, pubblicato il 1º novembre 1980 dalla EMI.

## Il disco
Pubblicato esclusivamente per il mercato giapponese, Live!! +one contiene tre brani eseguiti dal vivo il 4 luglio 1980 presso il Marquee Club di Londra e il brano Women in Uniform, pubblicato come singolo appena quattro giorni prima in Europa.
Nel 1984 venne pubblicata in Grecia una versione differente dell'EP, contenente le quattro tracce originali più I've Got the Fire (eseguita dal vivo anch'essa al Marquee Club) e le tracce tratte dall'EP Maiden Japan, pubblicato nel 1981.

## Tracce
Edizione giapponese
- Lato A

1. Sanctuary – 4:28
2. Phantom of the Opera – 7:12

- Lato B

1. Drifter – 6:00
2. Women in Uniform – 3:11 – originariamente interpretata dagli Skyhooks

Edizione greca
- Lato A

1. Drifter (Live) – 8:16
2. Phantom of the Opera (Live) – 7:12
3. Women in Uniform – 3:07 – originariamente interpretata dagli Skyhooks
4. Innocent Exile (Live) – 4:04

- Lato B

1. Sanctuary (Live) – 4:22
2. Prowler (Live) – 3:55
3. Running Free (Live) – 2:47
4. Remember Tomorrow (Live) – 5:43
5. I've Got the Fire (Live) – 3:14 – originariamente interpretata dai Montrose

## Formazione
- Paul Di'Anno – voce
- Dave Murray – chitarra
- Dennis Stratton – chitarra, cori
- Adrian Smith – chitarra, cori
- Steve Harris – basso, cori
- Clive Burr – batteria